# Bertolt Brecht
Bertolt Brecht (10. února 1898 Augsburg, Bavorsko – 14. srpna 1956 Východní Berlín), rovněž Bert Brecht, narozen jako Eugen Berthold Friedrich Brecht (uvádí se varianty Bertholt i Berthold), byl německý dramatik, básník, divadelní teoretik a režisér. Je významným představitelem takzvaného epického a politického divadla.

## Životopis

### Mládí a umělecké začátky
Narodil se v Augsburgu, jeho matka byla protestantka ze selského rodu a jeho otec katolík, ředitel papírenského závodu. Od roku 1908 studoval na reálném gymnáziu. Už v patnácti letech vydával s kamarádem studentské noviny, do nichž psal většinu článků. Napsal také básně a jednoaktovou hru Bible. Po začátku 1. světové války přispíval do místních novin, postupně se měnily jeho názory na vlasteneckou podobu války a málem byl vyloučen z gymnázia. V roce 1916 začal své básně podepisovat jako Bert Brecht. Ve své tvorbě se snažil o společensky závažná témata, psal buřičské a provokující songy, při nichž se sám doprovázel na kytaru. Shromáždil kolem sebe okruh přátel, kteří s ním psali a zpívali písně a spolupracovali na divadelních hrách. Tento kolektivní způsob tvorby a spojení různých druhů umění se stal charakteristickým rysem Brechtovy práce.
Po absolvování gymnázia začal studovat medicínu na univerzitě v Mnichově, ale dával přednost přednáškám Arthura Kutschera o současné literatuře. V této době napsal některé ze svých nejznámějších básní (Legenda o padlém vojínu, Luciferova večerní píseň, později přejmenovaná na Proti svádění – Gegen Verführung) a v červnu 1918 dokončil první verzi dramatu Baal.
V říjnu 1918 byl mobilizován a sloužil tři měsíce ve vojenské nemocnici v Augsburgu. V roce 1919 se chtěl oženit se svou studentskou láskou Paulou Banholzerovou, když se dozvěděl, že čeká dítě, ale její otec sňatku zabránil. Narodil se jim syn Frank, který zahynul během druhé světové války na východní frontě. V roce 1922 si vzal herečku a operní zpěvačku Marianne Zoffovou, s níž měl o rok později dceru Hanne. Brzy nato poznal svou pozdější ženu Helene Weigelovou. Roku 1924 se narodil jeho druhý syn Stefan a roku 1930 dcera Barbara.
Počátkem roku 1919 pracoval Brecht na novém dramatu Spartakus (později nazvaném Bubny v noci) a navštívil Liona Feuchtwangera, aby mu ukázal první verzi hry. Feuchtwanger se o jeho práci vyjádřil velmi pozitivně a stal se jedním z nejvýznamnějších a trvalých Brechtových podporovatelů. V následujících letech pracoval na několika dalších hrách i filmových projektech, psal divadelní recenze pro augsburský deník. Několikrát navštívil Berlín, kde vyhledával vlivné kontakty pro realizaci svých her. V té době změnil své křestní jméno na Bertolt.

### První úspěchy
Od poloviny října 1922 Brecht zastával funkci dramaturga a režiséra v mnichovském divadle Kammerspiele, kde byla uspořádána světová premiéra jeho hry Bubny v noci. O jeho hry projevila zájem i divadla v Berlíně, tiskem vyšla jeho Legenda o padlém vojínu, byla dokončena filmová groteska Tajemství kadeřnického salonu, na které spolupracoval. V roce 1923 byla pod jeho režijním vedením v Mnichově uvedena adaptace alžbětinského eposu o Eduardu II., na které spolupracoval s Lionem Feuchtwangerem. Uplatnil zde svůj osobitý režijní styl za účasti scénografa Carlose Nehera.
V září 1924 začal působit jako dramaturg u Maxe Reinhardta v Deutches Theater v Berlíně. Ve druhé polovině dvacátých let se Brecht vyvinul v přesvědčeného marxistu, který své politické názory promítal do svého díla, jako je například hra Muž jako muž (Mann ist Mann, 1926). Nikdy však nebyl členem komunistické strany. Současně se utvářela jeho koncepce epického divadla, která vznikla jako reakce na buržoazní německé divadlo a herectví. Velký vliv měla na něho spolupráce s představitelem politického a epického divadla Erwinem Piscatorem. Oba věřili, že divadlo může být vlivným nástrojem politické agitace a politické propagandy. Tento proud divadla měl poučit publikum o současné politické situaci a podnítit ho k revolučním aktivitám ve jménu marxistické ideologie. Důležitým impulsem k úspěchu byla spolupráce s hudebním skladatelem Kurtem Weillem, která započala při adaptaci Žebrácké opery. Premiéra pod názvem Třígrošová opera (Die Dreigroschenoper) se konala 31. srpna 1928 v Berlíně a hru brzy uváděly divadelní scény po celém světě. Brecht byl aktivní nejen v divadle, ale i dalších literárních žánrech. Psal básně, písně, povídky, romány, příběhy a rozhlasové hry pro rádio. V roce 1924 dostal jako dosud nejmladší autor renomovanou Cenu Heinricha Kleista. Ve spolupráci s Kurtem Weilem a Hannsem Eislerem vytvořil řadu skladeb a písní. Prohloubil se společenský obsah jeho tvorby, varoval před vzrůstajícím nebezpečím fašismu (hry Svatá Johanka z jatek, Matka). Od roku 1930 vydával Versuche (Pokusy), v kterých vyšlo mnoho jeho teoretických prací. Své pojetí divadla vyložil zvlášť ve spise Malé organon pro divadlo.  Je autorem formy naučného divadla (Lehrtheater), jeho hry měly diváka intelektuálně aktivizovat a stimulovat tak, aby dospěl k vlastnímu názoru.  Na rozdíl od Piscatora však kladl důraz také na zábavnou funkci divadla.

### Léta v exilu
Od počátku třicátých let začali národní socialisté narušovat jeho vystoupení. 28. února 1933, den po požáru Říšského sněmu, opustil Brecht se svou rodinou Německo a uchýlil se do Prahy. V Německu bylo jeho jméno zapsáno na černou listinu, knihy páleny, díla zakázána. V roce 1935 byl Brecht zbaven německého občanství. Helene Weigelová–Brechtová byla navíc židovského původu. Patnáct let strávil v exilu. Žil postupně v Rakousku, Švýcarsku, Francii, Švédsku, Finsku a Dánsku, kde žil nejdéle. V Dánsku se při zkoušce své hry Matka seznámil s herečkou a spisovatelkou Ruth Berlauovou. Byl to začátek milostné aféry a dlouholeté intenzivní spolupráce, která trvala téměř do konce Brechtova života. Po vypuknutí druhé světové války žil krátce v Moskvě, kde byl spoluredaktorem německého protifašistického časopisu. Jeho dramatická tvorba z tohoto období reflektuje zrůdnost a morální úpadek nacistického režimu i příčiny, které vedly k jeho úspěchu v Německu. Jsou to hry Strach a bída třetí říše (1938) nebo Matka Kuráž a její děti (1939) či Zadržitelný vzestup Artura Uie (1941).

V květnu 1941 získal vstupní vízum do USA, většinou se zdržoval v Kalifornii. Zkoušel se živit psaním filmových scénářů, ale jeho představy neodpovídaly hollywoodskému komerčnímu pojetí. Musel spoléhat na pomoc přátel. Jeho hry byly uváděny převážně amatérskými a poloamatérskými soubory, často složenými z emigrantů. Během svého pobytu zde napsal další dramatická díla jako Kavkazský křídový kruh a novou verzi hry Galileiho život, o možném zneužití vědy. V říjnu 1947 byl Brecht vyslýchán výborem pro neamerickou činnost pro podezření z příslušnosti ke komunistické straně. Po výslechu odcestoval do Evropy. Uchýlil se do Švýcarska, kde měla v roce 1948 premiéru jeho verze Sofoklovy Antigony. 

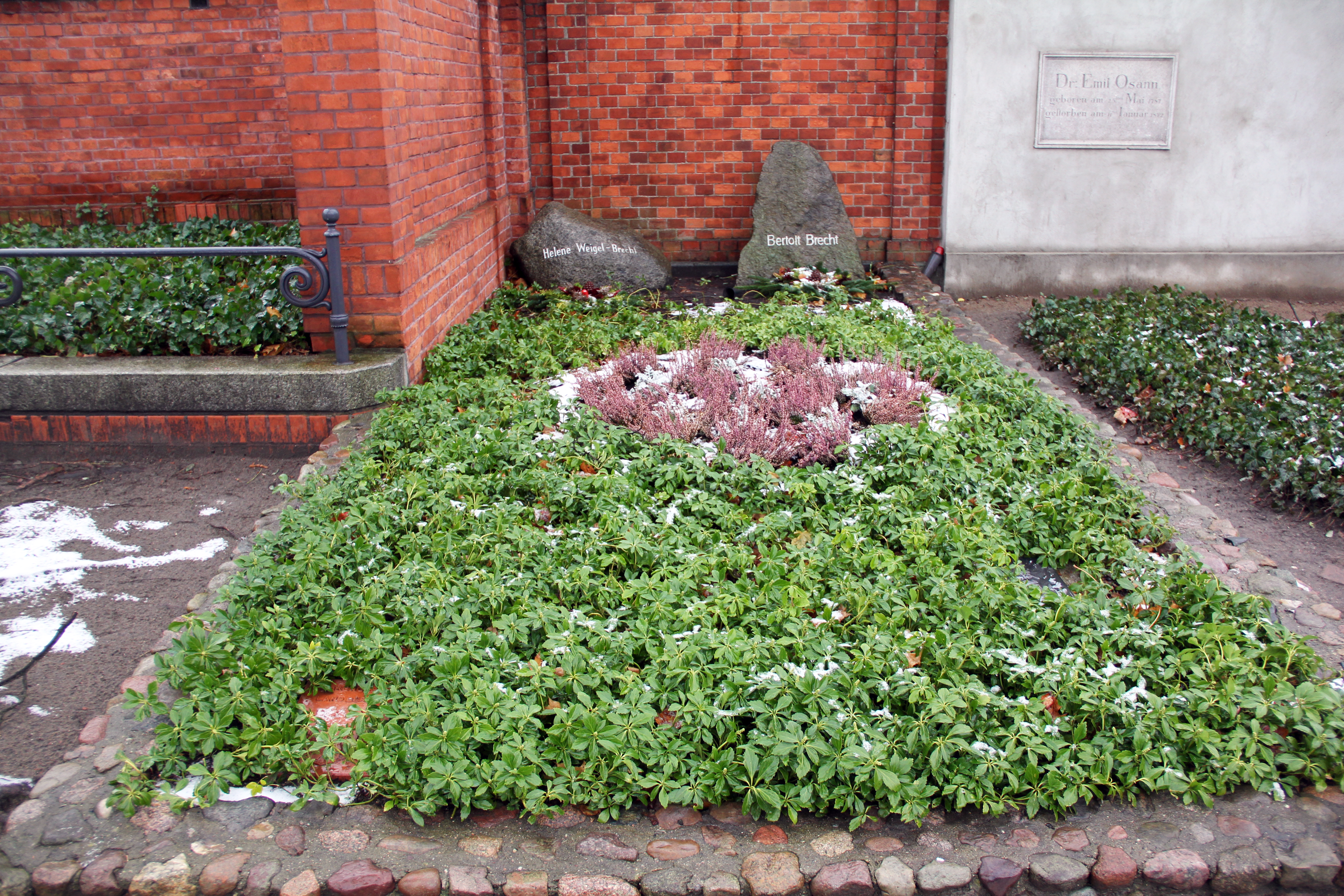
Brechtův hrob na hřbitově v Berlíně ('Dorotheenstädtischer Friedhof', Chausseestraße 126)

### Život po válce

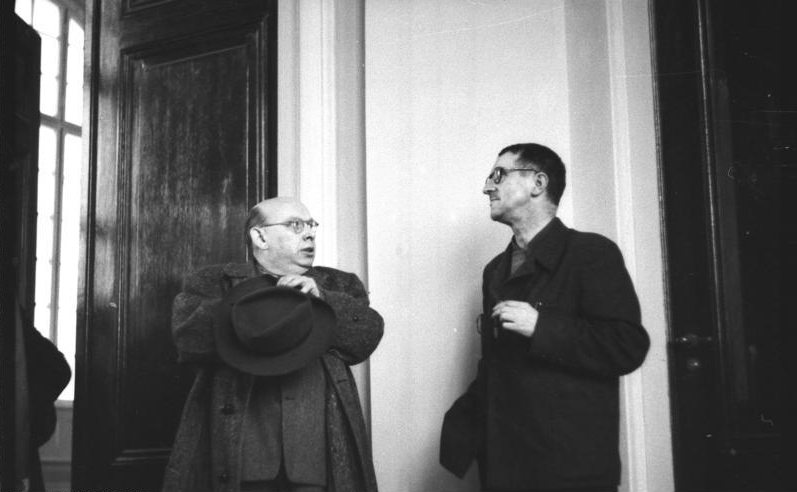
Bertolt Brecht (vpravo) s Hannsem Eislerem (1950)

Do Německa se vrátil v roce 1948. Protože měl zakázán vstup do západních okupačních zón, usadil se ve východním Berlíně, kde jako první inscenaci uvedl Matku Kuráž a její děti. V roce 1949 se svou ženou Helenou Weigelovou založil Berliner Ensemble a na této scéně realizoval principy epického divadla, ovlivněného socialistickým realismem, který velmi brzy převážil. Jedním z jeho posledních původních dramatických děl byly Dny Komuny.
Od roku 1952 vlastnil s manželkou dům na břehu jezera Schermützelsee v obci Buckow asi 50 km východně od Berlína. Zde Brecht napsal cyklus básní Buckower Elegien v létě roku 1953. Uchýlil se sem po odmítavé reakci světové veřejnosti na svůj dopis, kterým vyjádřil podporu generálnímu tajemníkovi Walteru Ulbrichtovi a Straně socialistické jednoty Německa při jejich zásahu proti povstání dělníků 17. června. V roce 1954 byl Brecht jmenován do poradního sboru nově utvořeného ministerstva kultury NDR, v červnu se stal viceprezidentem Německé akademie umění. V prosinci 1954 mu byla udělena Mezinárodní Stalinova mírová cena. V březnu 1954 Brecht a jeho spolupracovníci otevřeli Theater am Schiffbauerdamm adaptací Molièrova Dona Juana. Na činnosti divadla se podílel jako režisér dvěma inscenacemi ročně, spolupracoval při uvádění téměř všech dalších představení souboru. S úspěchem vystupovali v Paříži.

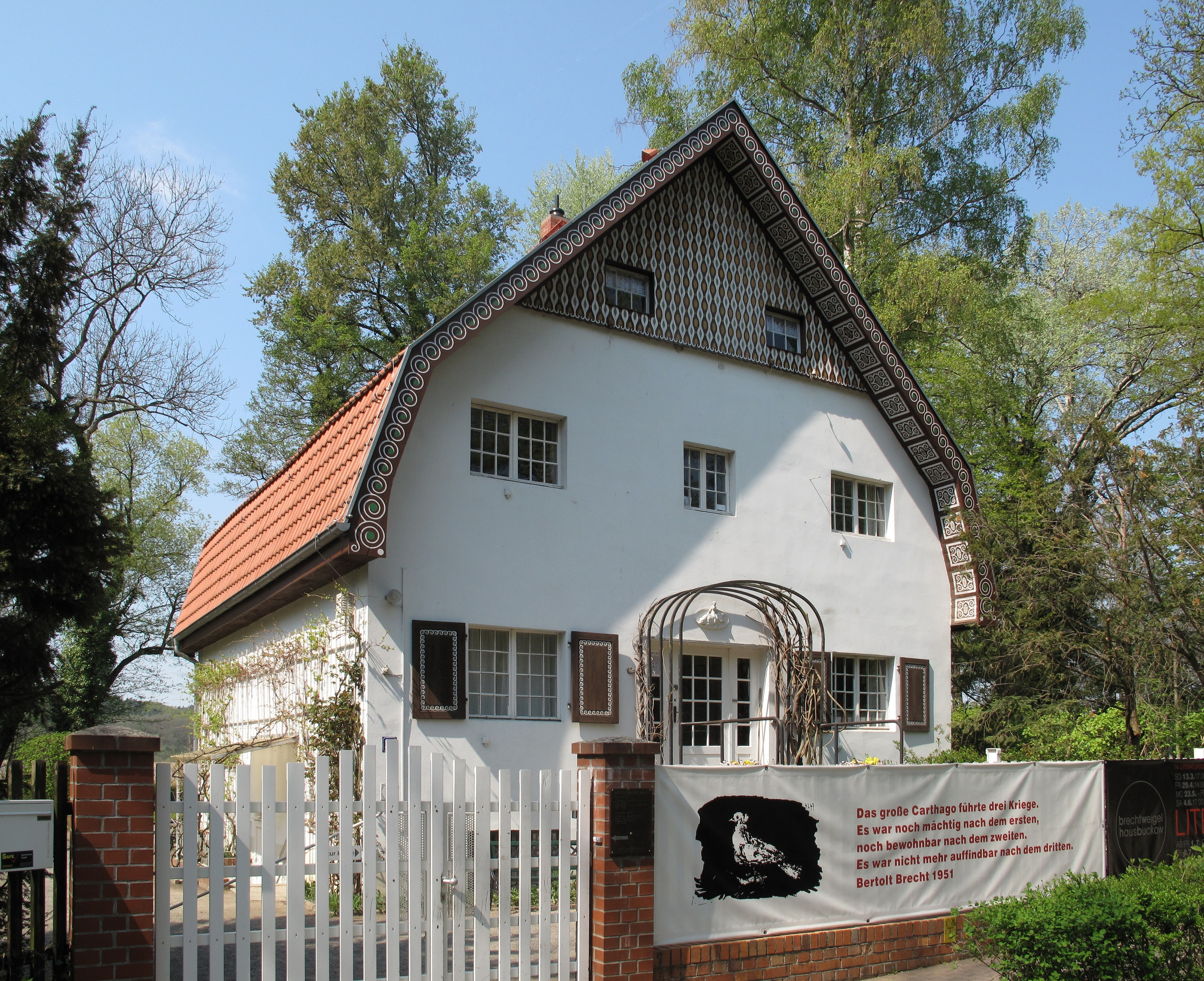
Dům v Buckowě, památník Brechta a Weigelové

Zemřel náhle 14. 8. 1956 ve věku 58 let na srdeční infarkt, který byl zřejmě důsledkem revmatické horečky z dětství. Pohřben je v Berlíně na hřbitově Dorotheenstadt.
Manželka žila v Buckowě v tzv. železné vile až do své smrti v roce 1971. Dům odkoupil stát a od roku 1977 slouží jako památník a místo setkávání umělců. Ve vedlejším zahradním domku žila až do své smrti v roce 2015 dcera Maria Barbara Brecht-Schallová, herečka a kostýmní výtvarnice. Dcera Hanne Hiob byla úspěšnou německou herečkou a je pohřbena vedle svého otce. Syn Stefan Brecht zůstal v USA a stal se spisovatelem.

## Dílo

### Drama
Jeho dramata, zejména pozdější, byla ovlivněna především marxismem, dalším stylem který ho ovlivnil byl expresionismus (především v počátcích, srov. např. s Walterem Muschgem nebo Ludvíkem Václavkem). I přes svou angažovanost se v mnohém vymykal trendům socialistického realismu po válce ve východoevropském bloku politicko-kulturní doktrínou striktně vyžadovanému. V jeho dílech se zpravidla vyskytuje sociální obžaloba, sarkasmus, víra ve schopnost divadla proměňovat myšlení diváků a přispívat tak ke změně poměrů. Dalším charakteristickým prvkem jeho tvorby jsou tzv. zcizovací efekty – tj. komentáře, verše, songy, atp. Základním úkolem těchto efektů je zabraňovat divákovi v čistě emocionálním podlehnutí zobrazovanému, ve ztotožnění se s postavami a v oživení divákovy schopnosti reflexe předkládaných obrazů a situací, což má vést k jeho aktivizaci.
- Bible (Die Bibel, 1914)
- Baal (Baal, 1918, premiéra: 1923, Altes Theater Leipzig), hra, kterou Brecht napsal ve dvaceti. Kvůli surovosti a prostopášnosti hlavní postavy hru několikrát přepisoval, existují tak verze s různým počtem postav. Hlavní postava je talentovaný básník se zločinnými sklony a s mnohovýznamovým jménem Baal. Brecht do jeho postavy soustředí všechny špatné lidské vlastnosti, Baal je tak svůdník, hospodský povaleč, grázl i vrah.
- Bubny v noci (Trommeln in der Nacht, 1919, premiéra: 1922, Kammerspiele München)
- Život Eduarda II. Anglického (Leben Eduard des Zweiten von England, 1923, premiéra: 1924, Kammerspiele München), společně s Lionem Feuchtwangerem
- Muž jako muž (Mann ist Mann, 1924, premiéra: 1926, Landestheater Darmstadt)
- Třígrošová opera (Die Dreigroschenoper, 1928, premiéra: 1928, Theater am Schiffbauerdamm), hra je napsána podle Žebrácké opery Johna Gaye, slavná píseň Mackie Messer s hudbou Kurta Weila
- Svatá Johanka z jatek
- Matka (Die Mutter, 1931, premiéra: 1932, Komödienhaus am Schiffbauerdamm), společně s Güntherem Weisenbornem podle románu Maxima Gorkého.
- Strach a bída Třetí říše – 1938, hra má dokumentární charakter, je složena z 24 krátkých scén ukazujících vlastnosti, z nichž vyrůstá fašismus
- Matka Kuráž a její děti – 1939, inscenovaná 1941 v Curychu, příběh z třicetileté války o matce (markytánce), která postupně přichází o své děti
- Zadržitelný vzestup Artura Uie – 1941, satirická parodie na Hitlerův vzestup.
- Švejk ve druhé světové válce
- Kavkazský křídový kruh – (napsáno ve spolupráci s Ruth Berlauovou), 1944–1945. Ve hře jsou vyprávěny a hrány dva příběhy (jde o střídání hry a vyprávění), které jsou zároveň komentovány. Vypravěčem je vševidoucí zpěvák Arkadi Čcheidze. Ve hře je uplatněn i princip divadla v divadle. První příběh je spor dvou kolchozů o údolí a druhý je sporem dvou žen o dítě (v jiné verzi se zde opakuje Šalamounův soud).
- Muž jako muž
- Kulatolebí a špičatolebí
- Pušky paní Carrarové
- Život Galileiho, hra má několik verzí, pojednává o odpovědnosti vědce a možnosti zneužití vědeckých objevů
- Dobrý člověk ze Sečuanu, 1940 – hledání dobrého člověka, konflikt mezi snahou dostát mravním přikázáním a záchranou vlastní existence, otevřený konec je apelem na publikum

### Poezie
- Domácí postila

### Próza
- Kalendářové historky
- Historky o panu Keunerovi